# Auguštanovec
Auguštanovec je naseljeno mjesto u općini Pokupsko, Zagrebačka županija u Republici Hrvatskoj. 

## Zemljopis
Administrativno je u sastavu općine Pokupsko. Naselje se proteže na površini od 6,27 km².

## Stanovništvo
Prema popisu stanovništva iz 2001. godine u Auguštanovcu živi 170 stanovnika i to u 59 kućanstava. Gustoća naseljenosti iznosi 27,11 st./km².

Prema popisu stanovništva 2011. godine naselje je imalo 125 stanovnika.
| broj stanovnika | 469   | 521   | 448   | 532   | 527   | 511   | 494   | 545   | 486   | 429   | 348   | 289   | 246   | 193   | 170   | 125   | 101   |
|                 | 1857. | 1869. | 1880. | 1890. | 1900. | 1910. | 1921. | 1931. | 1948. | 1953. | 1961. | 1971. | 1981. | 1991. | 2001. | 2011. | 2021. |